# Mycterus quadricollis
Mycterus quadricollis es una especie de coleóptero de la familia Mycteridae.

## Distribución geográfica
Habita en México y Estados Unidos.